# Spiloxene alba
Spiloxene alba är en enhjärtbladig växtart som först beskrevs av Carl Peter Thunberg, och fick sitt nu gällande namn av Henry Georges Fourcade. Spiloxene alba ingår i släktet Spiloxene och familjen Hypoxidaceae. Inga underarter finns listade i Catalogue of Life.